# 潜水艦隊
潜水艦隊（せんすいかんたい、英称：Fleet Submarine Force）は、日本の海上自衛隊の自衛艦隊に属する潜水艦を中心に編成されたタイプ管理部隊である。

## 概要
潜水艦隊司令部は船越地区（神奈川県横須賀市船越町7-73）におかれており、潜水艦隊司令官は海将をもって充てられている。
2006年（平成18年）の統合幕僚監部の発足以降は自衛隊全体で統合運用が始まり、フォースユーザ―（事態対処責任者）とフォースプロバイダー（練度管理責任者）の考え方が導入されたため、現在の潜水艦隊司令官はフォースプロバイダ―として隷下部隊の練度管理を行い、フォースユーザーの自衛艦隊司令官に部隊を提供する役目を担っている。
潜水艦隊編成以前の海上自衛隊の潜水艦部隊は、第1潜水隊群（呉市）と第2潜水隊群（横須賀市）が自衛艦隊隷下に編成上並列に存在、また潜水艦の作戦運用は群司令部相互間により調整を実施しており、指揮・運用が二元化されていた。そのため、両潜水隊群の上位組織として潜水艦隊が設けられることとなり、「防衛庁設置法等の一部を改正する法律」（昭和55年11月29日法律第93号）により、1981年（昭和56年）2月に新編された。なお、作戦行動中の潜水艦の指揮は潜水艦隊司令部が一括で受け持っていたため、潜水隊群司令部は人事、教育訓練、艦の維持といった機能にとどめ、潜水隊は廃止すべきという意見もみられていた。これは潜水艦は単艦での作戦行動が主体で、不要な中間指揮結節を置くべきではないという考えに起因している。

## 沿革
- （1965年（昭和40年）2月1日：自衛艦隊隷下に第1潜水隊群が新編。）
- （1973年（昭和48年）10月16日：自衛艦隊隷下に第2潜水隊群が新編。）
- 1981年（昭和56年）2月10日：自衛艦隊隷下に「潜水艦隊」が新編（司令部、第1潜水隊群、第2潜水隊群、潜水艦教育訓練隊）。
- 2000年（平成12年）3月9日：第1練習潜水隊を新編[6]。当初所属艦は練習潜水艦「あさしお」(TSS-3601)、「せとしお」(TSS-3602)[7]。
- 2002年（平成14年）3月22日：潜水艦教育訓練隊に横須賀潜水艦教育訓練分遣隊を新編。
- 2020年（令和02年）10月1日：潜水艦隊司令部が船越地区に完成した自衛艦隊司令部の新庁舎「海上作戦センター」に移転[8][9]。
- 2024年（令和06年）3月8日：第1練習潜水隊を第11潜水隊に改称[10]、試験潜水艦「たいげい」（SSE-6201）を編入[11][12]。

## 部隊編成
※ 令和7年3月14日時点
- 潜水艦隊司令部（横須賀基地船越地区）
- 第1潜水隊群（呉基地）
- 第2潜水隊群（横須賀基地楠ケ浦地区）
- 第11潜水隊（呉基地）
  - TSS-3610「まきしお」（呉基地）
  - TSS-3611「いそしお」（呉基地）

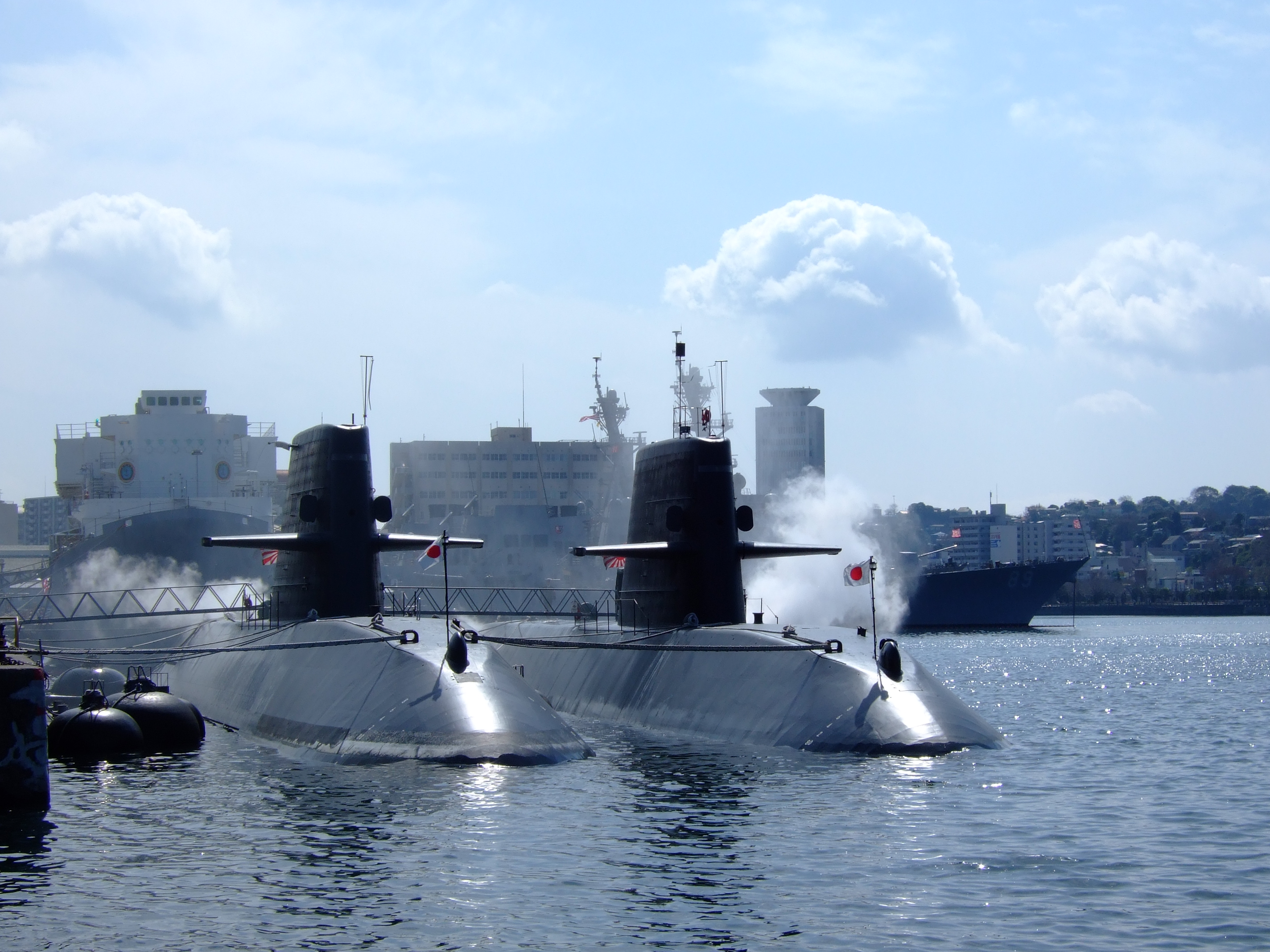
横須賀基地

  - SSE-6201「たいげい」（横須賀基地）
- 潜水艦教育訓練隊（呉基地）
  - 横須賀潜水艦教育訓練分遣隊（横須賀基地新井地区）

## 主要幹部
| 官職名               | 階級    | 氏名       | 補職発令日     | 前職                                             |
| -------------------- | ------- | ---------- | -------------- | ------------------------------------------------ |
| 潜水艦隊司令官       | 海将    | 竹中信行   | 2024年08月02日 | 海上幕僚監部防衛部長                             |
| 幕僚長               | 海将補  | 戸井雄一郎 | 2024年03月28日 | 対潜評価隊司令                                   |
| 訓練主任幕僚         | 1等海佐 | 岡田亮介   | 2024年04月05日 | 第1練習潜水隊司令 →2023.12.22 潜水艦隊司令部勤務 |
| 後方主任幕僚         | 1等海佐 | 東久光     | 2024年08月01日 | 防衛装備庁調達管理部調達企画課 連絡調整官        |
| 第11潜水隊司令       | 1等海佐 | 梅原淳     | 2024年12月16日 | 第4潜水隊司令                                    |
| 潜水艦教育訓練隊司令 | 1等海佐 | 原利光     | 2024年12月16日 | 第11潜水隊司令                                   |

| 代 | 氏名       | 在任期間                | 出身校・期                      | 前職                          | 後職                 | 備考                           |
| -- | ---------- | ----------------------- | ------------------------------- | ----------------------------- | -------------------- | ------------------------------ |
| 01 | 安陪祐三   | 1981.2.10 - 1981.6.30   | 海兵75期                        | 第2潜水隊群司令               | 佐世保地方総監       |                                |
| 02 | 藤川常夫   | 1981.7.1 - 1983.10.11   | 海兵75期                        | 海上自衛隊幹部候補生学校長    | 退職                 |                                |
| 03 | 石原俊三   | 1983.10.12 - 1985.12.19 | 海兵78期・ 東京水産大・ 2期幹候 | 呉地方総監部幕僚長            | 退職                 | 就任時海将補 1984.3.2 海将昇任 |
| 04 | 末 貞臣    | 1985.12.20 - 1987.12.10 | 海保大2期・ 6期幹候             | 横須賀地方総監部幕僚長        | 統合幕僚会議事務局長 |                                |
| 05 | 久保 彰    | 1987.12.11 - 1989.8.30  | 防大1期                         | 横須賀地方総監部幕僚長        | 退職                 |                                |
| 06 | 新井利康   | 1989.8.31 - 1991.6.30   | 海保大4期・ 9期幹候             | 横須賀地方総監部幕僚長        | 退職                 |                                |
| 07 | 佐藤 雅    | 1991.7.1 - 1993.3.23    | 海保大7期・ 12期幹候            | 統合幕僚会議事務局第2幕僚室長 | 呉地方総監           |                                |
| 08 | 西村義明   | 1993.3.24 - 1995.6.29   | 防大6期                         | 自衛艦隊司令部幕僚長          | 退職                 |                                |
| 09 | 平賀源太郎 | 1995.6.30 - 1996.6.30   | 防大7期                         | 統合幕僚会議事務局第1幕僚室長 | 退職                 |                                |
| 10 | 坂部邦夫   | 1996.7.1 - 1997.6.30    | 防大10期                        | 海上幕僚監部人事教育部長      | 舞鶴地方総監         |                                |
| 11 | 三成裕二   | 1997.7.1 - 1998.12.7    | 防大8期                         | 自衛艦隊司令部幕僚長          | 退職                 |                                |
| 12 | 明野充功   | 1998.12.8 - 2000.6.29   | 防大10期                        | 阪神基地隊司令                | 退職                 |                                |
| 13 | 田内 浩    | 2000.6.30 - 2002.3.21   | 防大12期                        | 海上幕僚監部調査部長          | 大湊地方総監         |                                |
| 14 | 中尾誠三   | 2002.3.22 - 2004.3.28   | 防大14期                        | 海上幕僚監部監理部長          | 佐世保地方総監       |                                |
| 15 | 田村 力    | 2004.3.29 - 2005.7.27   | 防大15期                        | 横須賀地方総監部幕僚長        | 海上自衛隊幹部学校長 |                                |
| 16 | 杉本正彦   | 2005.7.28 - 2007.11.1   | 防大18期                        | 海上幕僚監部監理部長          | 呉地方総監           |                                |
| 17 | 小林正男   | 2007.11.2 - 2009.3.23   | 防大17期                        | 海上幕僚監部監察官            | 退職                 |                                |
| 18 | 永田美喜夫 | 2009.3.24 - 2011.4.26   | 防大20期                        | 阪神基地隊司令                | 退職                 |                                |
| 19 | 矢野一樹   | 2011.4.27 - 2013.8.21   | 防大22期                        | 海上幕僚監部装備部長          | 退職                 |                                |
| 20 | 鍜治雅和   | 2013.8.22 - 2015.8.3    | 防大24期                        | 海上自衛隊第1術科学校長       | 退職                 |                                |
| 21 | 道満誠一   | 2015.8.4 - 2016.12.21   | 防大26期                        | 海上幕僚監部監察官            | 横須賀地方総監       |                                |
| 22 | 佐伯精司   | 2016.12.22 - 2017.12.19 | 東京大・ 35期幹候               | 海上幕僚監部装備計画部長      | 退職                 |                                |
| 23 | 髙島辰彦   | 2017.12.20 - 2020.3.17  | 京都大・ 35期幹候               | 統合幕僚監部総務部長          | 退職                 |                                |
| 24 | 小座間善隆 | 2020.3.18 - 2021.12.21  | 明治大・ 39期幹候               | 佐世保地方総監部幕僚長        | 海上自衛隊補給本部長 |                                |
| 25 | 俵 千城    | 2021.12.22 - 2023.8.28  | 防大33期                        | 海上幕僚監部指揮通信情報部長  | 佐世保地方総監       |                                |
| 26 | 伍賀祥裕   | 2023.8.29 - 2024.8.1    | 防大35期                        | 統合幕僚監部運用部長          | 護衛艦隊司令官       |                                |
| 27 | 竹中信行   | 2024.8.2 -              | 龍谷大・ 43期幹候               | 海上幕僚監部防衛部長          |                      |                                |